# サン・フロリアーノ・デル・コッリオ
サン・フロリアーノ・デル・コッリオ（伊: San Floriano del Collio ; スロベニア語: Števerjan）は、イタリア共和国フリウリ＝ヴェネツィア・ジュリア州ゴリツィア県にある、人口約700人の基礎自治体（コムーネ）。

## 名称
イタリア語での地名に含まれる「コッリオ」は、国境線を跨いで隣接するスロベニアの自治体（オプチナ）・ブルダ市のイタリア語名称であり、またそれを中心とする地方名 (it:Collio (territorio)) でもある。この一帯はヴェネツィア・ジュリアの一部であり、第二次世界大戦後にスロベニア（ユーゴスラビア）領とイタリア領に分割された。同様に「コッリオ」を含むコムーネとしては、ブルダ市を挟んで北西にドレーニャ・デル・コッリオがある。

## 地理

### 位置・広がり
ゴリツィア県北部に位置し、スロベニアとの国境に沿って東西8kmほどの細長い領域を持つ。サン・フロリアーノの中心集落はコムーネの北東部に偏って位置しており、ドブロヴォ（スロベニア領ブルダ市）の南南東約5km、県都ゴリツィアの北西約5km、コルモンスの東北東約10km、州都トリエステの北北西約39kmにある。

#### 隣接コムーネ
隣接するコムーネ、およびそれに相当する行政区画は以下の通り。括弧内のSLOはスロベニア領を示す。
- ブルダ (Collio) (SLO) - 北
- ゴリーツィア - 南東
- モッサ - 南
- カプリーヴァ・デル・フリウーリ - 南西
- コルモンス - 西

### 気候分類・地震分類
サン・フロリアーノ・デル・コッリオにおけるイタリアの気候分類 (it) および度日は、zona E, 2702 GGである。
また、イタリアの地震リスク階級 (it) では、zona 2 (sismicità media) に分類される。

### 主要な集落
サン・フロリアーノの中心集落はその東北部に偏って位置している。

## 歴史
1928年、サン・フロリアーノ・デル・コッリオのコムーネは廃止され、サン・マルティノ・ディ・キスカ（San Martino di Quisca、現在のスロベニア領ブルダ市の一部。スロベニア語名: Šmartno）に編入された。
1947年、この地域がイタリアとユーゴスラビアとの間で分割された際、現在のサン・フロリアーノ・デル・コッリオの領域はイタリア領となり、カプリーヴァ・デル・フリウーリの一部となった。1951年、サン・フロリアーノ・デル・コッリオは自治体（コムーネ）として再設置された。

## 社会

### 民族・言語
町の住民の多くはスロベニア人である。コムーネの憲章により、イタリア語とともにスロベニア語の地位が保障されている。
村に含まれる集落には、Grojna/Groina, Ščedno/Scedina, Bukovje/Bucuie, Valerišče/Valerisce, Jazbine/Giasbana, Aščevo/Asci, Križišče/Bivio, Sovenca/Sovenza と、それぞれスロベニア語/イタリア語の名がある。

### 人口

#### 居住地区別人口
国立統計研究所（ISTAT）によれば、2001年国勢調査時点での居住地区（Località abitata）別の人口は以下の通り。
| 地区名                    | 標高   | 人口 | 備考 |
| ------------------------- | ------ | ---- | ---- |
| SAN FLORIANO DEL COLLIO   | 52/276 | 821  |      |
| SAN FLORIANO DEL COLLIO * | 276    | 340  |      |
| Ascevi                    | 161    | 23   |      |
| Bucuie                    | 144    | 31   |      |
| Giasbana I                | 106    | 68   |      |
| Giasbana II               | 71     | 15   |      |
| Groina                    | 71     | 19   |      |
| Valerisce                 | 142    | 89   |      |
| Case Sparse               | -      | 236  |      |

- ISTATは人口統計上、家屋密度の高い centro abitato （居住の中心地区）、密度の低い nucleo abitato （居住の核となる地区）、まとまった居住地区を形成していない case sparse （散在家屋）の区分を用いている。上の表で地名がすべて大文字で示されているものが centro abitato である。「*」印が付されているのは、コムーネの役場・役所 la casa comunale の置かれている地区である。